# Un altro mondo (film 2010)
Un altro mondo è un film del 2010, diretto da Silvio Muccino, tratto dall'omonimo romanzo di Carla Vangelista, uscito nelle sale cinematografiche il 22 dicembre 2010.
Le riprese del film sono iniziate il 4 novembre 2009 tra Roma e Nairobi, in Kenya.

## Trama
Andrea, ventottenne, è fidanzato con Livia, ragazza affetta da anoressia e a cui il protagonista non ha mai detto "ti amo". Il ragazzo è mantenuto da una madre benestante, Cristina, con la quale ha un difficile rapporto, ed è stato abbandonato dal padre quando era bambino, nutrendo pertanto nei suoi confronti un odio profondo. Durante la festa a sorpresa per il suo compleanno trova una lettera da parte del padre, ricoverato in ospedale in Africa; la madre cerca invano di persuaderlo a non recarsi da lui. Così, Andrea si reca in Africa e, una volta arrivato all'ospedale, scopre che il padre è entrato in coma. All'uomo rimane ben poco da vivere: infatti, muore il giorno dopo.
Andrea ritiene di aver fatto un viaggio inutile. Vuole tornarsene a casa, ma gli viene affidato il fratellino di colore di 8 anni, Charlie, che il padre aveva avuto da una donna africana, ormai morta. Per Andrea, Charlie è un peso morto, un bambino insopportabile, e non vuole assolutamente tenerlo con sé. Cerca di scaricarlo al nonno del bambino, ma inutilmente. Dunque, forse cominciando anche ad affezionarsi a lui, decide di portarlo con sé in Italia. Ma Livia, che vive con Andrea, non è molto d'accordo e per un lungo periodo odia Charlie, perché ha rovinato la vita di entrambi. Il bambino deve andare a scuola, dove non si trova bene, piange in continuazione e vorrebbe tornare da mamma e papà. Andrea cerca una famiglia che lo adotti, e nel frattempo tiene il fratellino con sé. Le cose con Livia si complicano, e lei lo lascia nel punto in cui viene trovata una famiglia che vuole adottare Charlie.
Infine, sia Livia sia Andrea si sono affezionati al bambino, e in fondo entrambi sanno di non avere la forza di mandarlo via. Charlie non viene adottato da quella famiglia e continua a vivere con Andrea e Livia, ritornati insieme. Andrea riesce persino a non odiare più la madre, che gli rivela che in tutti gli anni in cui suo padre era in Africa gli aveva scritto molte lettere, che lei aveva tenuto nascoste.

## Accoglienza
Il film ha incassato circa 800.000 euro, risultando un fiasco al botteghino.